# Černyševskoe
Černyševskoe (Чернышевское), fino al 1938 in tedesco Eydtkuhnen, dal 1938 al 1945 Eydtkau, è un centro abitato della Russia, nell'oblast' di Kaliningrad. Amministrativamente, appartiene al comune rurale di Prigorodnoe.
Tra Černyševskoe e Kybartai, in Lituania, vi è un'importante località di attraversamento di frontiera sulle principali vie e ferrovie che collegano Kaliningrad a Mosca attraverso la Lituania (membro dell'Unione europea) e la Bielorussia.
Qua nacque l'attore Felix Bressart.